# Brendan Toal
Brendan Toal (irisch Breandán Ó Tuathail; * 1. Dezember 1940 im County Monaghan) ist ein früherer irischer Politiker der Fine Gael. Er war von 1973 bis 1977 Teachta Dála (Abgeordneter) im Dáil Éireann, dem irischen Unterhaus.

## Biografie
Toal war als Anwalt tätig. Nachdem Erskine Hamilton Childers zum Präsidenten der Irischen Republik gewählt worden war, gelang es Toal, bei der Nachwahl im Wahlkreis Monaghan in den Dáil einzuziehen. Gleichzeitig war er Mitglied des Monaghan County Council. Nach dem Neuzuschnitt des Wahlkreises in den neuen Wahlkreis Cavan-Monaghan trat er zu den Wahlen zum Dáil Éireann 1977 an und verlor seinen Sitz.
Er wurde wenig später zum Mitglied der Irish Land Commission ernannt.